# کایوکو شیباتا
کایوکو شیباتا (انگلیسی: Kayoko Shibata؛ زادهٔ ۲۱ فوریهٔ ۱۹۸۰) بازیگر، و بازیگر سینما اهل ژاپن است.
از فیلم‌ها یا برنامه‌های تلویزیونی که وی در آن نقش داشته‌است می‌توان به جو-آن: کینه اشاره کرد.